# Marc Alexandre
Pour les articles homonymes, voir Alexandre.
Marc, Robert, Alexandre, né le 30 octobre 1959 à Paris, est un judoka français, champion olympique en 1988, puis entraîneur de l'équipe de France de judo jusqu'en 2004. Il est 8e dan depuis 2014.

## Palmarès

### Jeux olympiques
- Jeux olympiques de 1984 à Los Angeles (États-Unis) :
  -  Médaille de bronze dans la catégorie des moins de 65 kg (poids mi-légers).

- Jeux olympiques de 1988 à Séoul (Corée du Sud) :
  -  Médaille d'or dans la catégorie des moins de 71 kg (poids légers).

### Championnats du monde
- Championnats du monde 1987 à Assen (Pays-Bas) :
  -  Médaille d'argent dans la catégorie des moins de 71 kg (poids légers).

### Championnats d'Europe
| Catégorie / Année        | 1984 | 1985 | 1986 | 1989 |
| ------------------------ | ---- | ---- | ---- | ---- |
| poids mi-légers (-65 kg) | 1er  | 2e   | 3e   |      |
| poids légers (-71 kg)    | -    | -    | -    | 3e   |

### Divers
- Grade : Ceinture Blanche-rouge 8e DAN[2].
- Par équipe :
  - Champion d'Europe par équipe en 1986 et 1988.
  - Vice-champion d'Europe par équipe en 1985.
- Tournoi :
  - 2 victoires au Tournoi de Paris en 1987 et 1988.

- Sa reconversion post-athlète :
  - Équipe de France Sénior masculine jusqu'aux JO d'Athènes 2004
  - Entraîneur au pôle France féminin de Marseille jusqu'en 2014
  - Puis en mission d'encadrement de stages de cadres techniques en France et à l'étranger pour la FFJDA